# Várkesző
Várkesző község Veszprém vármegyében, a Pápai járásban.

## Fekvése
A Rába folyóhoz közel, Egyházaskeszőtől 2 kilométerre északnyugatra található.
Központján annak főutcájaként a 8412-es út húzódik végig, közigazgatási területét érinti még az Egyházaskeszőtől idáig elnyúló 8407-es út, a Marcaltőre vezető 84 115-ös számú mellékút, valamint két Szany felé vezető út: a 84 123-as számú mellékút és a 8408-as út.
A hazai vasútvonalak közül a települést a Pápa–Csorna-vasútvonal érinti, amelynek egy megállási pontja van itt. Rábahíd megállóhely a község északi határszéle közelében fekszik, a központtól mintegy 2 kilométerre, a folyó túlsó partján; közúti elérését a 8412-es út biztosítja.

## Nevének eredete
Előnevét a Rába folyó partján épült vízivárról kapta, amelynek földbástyaszerű kiemelkedését ma is látni lehet. A vízivárat körülfogta a Rába vize, természetes védővonalat vonva a vár köré. Nevének utótagját többféleképpen értelmezik. Valószínű, hogy a Keszi=Kesző törzsnévből ered.

## Története
Várkesző és környéke már az őskorban is lakott hely volt.
Nevét az oklevelek 1361-ben említették először Waryobaggakezu alakban írva, de egyes forrásmunkák szerint Váraljakesző néven is ismert volt. A 15. század közepe óta több írásmóddal is említik az oklevelek: Waryobogyakezew, Simonkezew, Waraskeszeu és Várjobbágykesző.
A település határában már az Árpádok korában vár állt, mely a Rába egyik védőpontja volt. A 14. században a gróf Cseszneky és a banai Zsidó család rendelkeztek itt nagyobb birtokkal, de legjelentősebb birtokosa mindvégig a győri püspökség volt.
Lakosságának többsége 1930-ban földműveléssel és állattenyésztéssel foglalkozott. A köves altalajú szántókon gabonaféléket és burgonyát termeltek.
Határában 124 hold erdőt is birtokolt a győri püspökség. Körjegyzősége Egyházaskeszőn volt. A háború előtt lakosainak száma 442 fő, 1960-ban 476, 1970-ben 376 fő volt. 1954-ben csatolták Veszprém megyéhez.
1910-ben 538 magyar lakosa volt. Ebből 528 római katolikus, 10 evangélikus volt.
A 20. század elején Vas vármegye Celldömölki járásához tartozott.

### Kesző vára
A keszői püspökségi vár már az Árpád-korban a Rába egyik védvonala volt. A vár, vagy valamilyen udvarház létezésének első nyoma 1295-ből származik, mikor Tivadar győri püspök itt, az akkor Keszőnek nevezett (Kezeu alakban írt nevű) településen keltezte egyik oklevelét. Az 1398-ban keltezett oklevél várnagyát említette, tehát ekkor már vár is állt itt. 1403-ban Zsigmond király idején a király ellen lázadó Hédervári János püspöktől foglalták el a királyi csapatok, azonban hamarosan újra visszakerült a püspök kezébe. 1441 tavaszán I. Ulászló király csapatai dunántúli előrenyomulásuk során többek között e várat is megszállták. A vár egészen 1449-ig lengyel származású kapitányok igazgatása alatt állt, ekkor Salánki Ágoston püspök tulajdonába került vissza. 1463-ban Mátyás király egy oklevelében felszólította kapitányait, hogy az okleveleiben név szerint megnevezett nemeseket ne merjék a török elleni hadjáratra kényszeríteni, mert azok Győr, Szombat és Kesző (Kezy) várak őrizetével lettek megbízva.
1560-ban Kesző vára a győri püspökség kezén volt, melyben valószínűleg a török elleni védekezés miatt királyi őrség tanyázott. A 17. század közepe körül a megrongálódott várat Széchenyi György győri püspök javíttatta ki 7000 forintból. 1704. március 25.-én a kapitánya, nemes Foky János (a későbbi Vas vármegyei alispán) volt. Onnan jelentést küldött Károlyi Sándor tábornagynak a környékbeli katonai eseményekről. A vár még állt a kuruc időkben is, de 1795-ben falait a győri püspökség leromboltatta. A vár megmaradt köveit útépítésre használták fel.

## Közélete

### Polgármesterei
- 1990–1994: Harsányi Ernő (független)[4]
- 1994–1998: Harsányi Ernő (független)[5]
- 1998–2002: Harsányi Ernő (független)[6]
- 2002–2006: Harsányi Ernő (független)[7]
- 2006–2010: Puskás Zoltán (független)[8]
- 2010–2014: Konczos Ernő László (független)[9]
- 2014–2019: Ferencz Dezső (független)[10]
- 2019–2024: Ferencz Dezső (független)[11]
- 2024– : Ferencz Dezső (független)[1]

## Népesség
A település népességének változása:
| Lakosok száma | 152  | 155  | 149  | 147  | 160  | 156  | 143  |
|               | 2013 | 2014 | 2015 | 2021 | 2022 | 2023 | 2024 |

A 2011-es népszámlálás során a lakosok 90,1%-a magyarnak, 0,6% németnek, 0,6% ukránnak mondta magát (9,9% nem nyilatkozott; a kettős identitások miatt a végösszeg nagyobb lehet 100%-nál). A vallási megoszlás a következő volt: római katolikus 74,1%, református 1,9%, evangélikus 4,3%, felekezeten kívüli 3,1% (16,7% nem nyilatkozott).
2022-ben a lakosság 83,8%-a vallotta magát magyarnak, 1,3% németnek (16,3% nem nyilatkozott; a kettős identitások miatt a végösszeg nagyobb lehet 100%-nál). Vallásuk szerint 49,4% volt római katolikus, 1,9% református, 1,9% evangélikus, 0,6% egyéb keresztény, 5,6% felekezeten kívüli (40% nem válaszolt).

## Képek

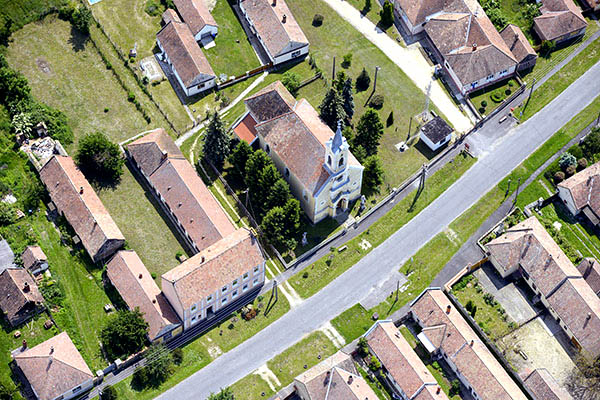
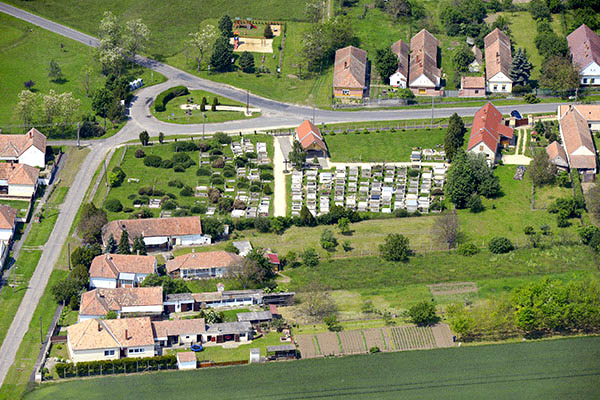
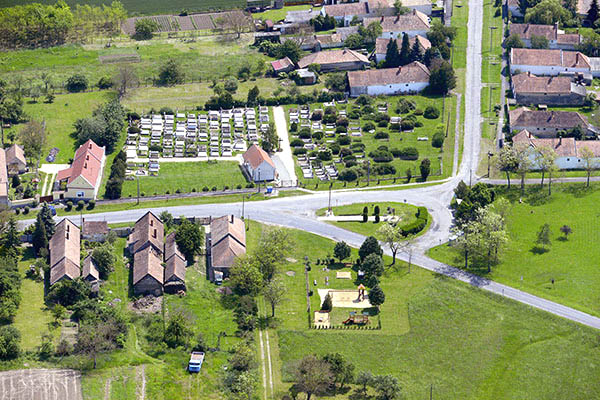
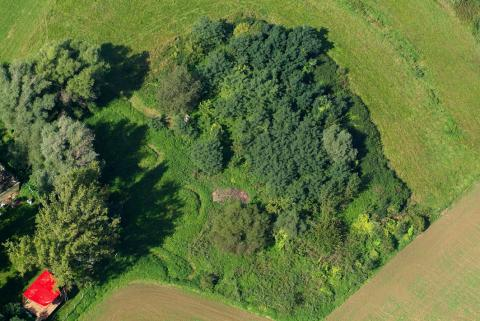

## Nevezetességei
- Keszői vár romjai
- Szűz Mária neve-templom
- Világháborús emlékmű

## Külső hivatkozások
- A Pápa-Csorna vasút oldala